# Fábio de Antioquia
Fábio de Antioquia foi bispo de Antioquia entre 251 ou 253 e 254 d.C, acedendo ao trono em algum momento após o martírio de Bábilas (251) durante a perseguição de Décio, segundo Eusébio de Cesareia.

## História
O episcopado de Fábio ocorreu numa época de intensa perseguição aos cristãos e ele, como líder da Igreja de Antioquia, trocou diversas correspondências com outros líderes da igreja para troca de informações sobre a situação dos cristãos nos principais centros do Império Romano.
Na primeira destas cartas, Dionísio, bispo de Alexandria, escreve para Fábio para contar sobre a perseguição de Décio em Alexandria (História Eclesiástica VI.41, um trecho explícito) e reafirmando a coragem e o exemplo dos mártires mesmo sob as mais intensas torturas.
Com o relaxamento da perseguição e a ausência de Décio, em 251 d.C., as primeiras fagulhas do que se tornaria o cisma novaciano começaram a se acender. Em Roma, uma reunião de aproximadamente sessenta bispos se reuniu para condenar como herética a opinião de Novaciano, que pregava que todos os cristãos que haviam cedido às pressões pagãs durante a perseguição - ao invés de enfrentar o martírio - não deveriam ser recebidos de volta na comunhão da igreja, exceto se sujeitassem ao rebatismo. O Papa Cornélio era o líder da facção contrária, que advogava que os lapsi deveriam ser recebidos abertamente após a simples confissão dos pecados e a penitência correspondente. É neste contexto que Cornélio então escreveu para Fábio para lhe contar o resultado da reunião e avisá-lo sobre Novaciano, que é descrito nos mais duros termos. Eusébio de Cesareia preservou o texto completo da carta em sua História Eclesiástica (VI.43).
Com o cisma já em efeito, com Novaciano eleito como antipapa e Cornélio reinando em Roma, Dionísio de Alexandria escreve novamente para Fábio, que parecia estar inclinado para o grupo novaciano, pedindo que ele respeitasse a opinião dos mártires de que os arrependidos deveriam ser recebidos de volta, para isso, conta a história de Serapião, um lapsi já idoso que teria se mantido vivo até receber o perdão dos pecados, morrendo logo em seguida (H.E. VI.44).
Por volta do ano de 254 d.C., um concílio foi realizado - ou estava planejado para ser realizado - em Antioquia a respeito do novacianismo a que Fábio estava inclinado a apoiar. Além dele, também estavam outros bispos de Tarso, Cesareia na Capadócia e Cesareia Palestina. Dionísio de Alexandria estava convidado também, mas o assunto acabou não tendo maiores consequências, pois Fábio morreu logo em seguida e foi sucedido por Demétrio, cuja opinião sobre a reconciliação com os lapsi era muito menos extremada.